# Slavin Cindrić
Slavin Cindrić (Timișoara, 1901 — 28 de abril de 1942) foi um futebolista iugoslavo de etnia croata que atuava como atacante.
Começou a carreira em 1916 no Concordia Zagreb, onde ficou até 1922, indo depois para o Građanski Zagreb, saindo de lá para o HAŠK em 1926. Encerrou a carreira em 1930 no HAŠK. É mais conhecido por ser o primeiro jogador a marcar três gols em um jogo pela Iugoslávia, em um amistoso contra a Bulgária em 30 de maio de 1926. Pela seleção iugoslava jogou cinco vezes, chegando a participar pela seleção dos Jogos Olímpicos de Verão de 1920, 1924 e 1928.